# Pentace triptera
Pentace triptera är en malvaväxtart som beskrevs av Maxwell Tylden Masters. Pentace triptera ingår i släktet Pentace och familjen malvaväxter. Inga underarter finns listade i Catalogue of Life.